# 강윤구 (2002년)
강윤구(姜潤求, 2002년 4월 8일 ~ )는 대한민국의 축구 선수로 포지션은 공격형 미드필더, 센터포워드이며 현재 K리그1 강원 FC 소속이다.

## 클럽 경력
경기도 포천에 있는 골클럽 FC 출신으로 2020년 8월에 열린 추계한국고등학교축구연맹전에서 팀을 우승으로 이끌며 득점왕 타이틀과 최우수선수상까지 차지하였다.
10월 8일 울산 현대에 합류하였다. 2021년 2월 4일에 있었던 FIFA 클럽 월드컵에서 티그레스 UANL을 상대로 79분 교체투입되어 울산에서의 데뷔전을 클럽 월드컵으로 치렀다. 고교 최대어라는 수식어답게 여러 거물급 선수들 사이에서도 전혀 기죽지 않고 볼을 다루는 기술을 선보였으며, 턴 이후 패스를 주는 모습 등을 보면 대체 데뷔전을 치르는 선수가 맞는거냐는 반응이 나올 정도로 훌륭한 퍼포먼스를 보여주었다.
2022 시즌을 앞두고 부산 아이파크로 임대 이적했다.
2025년 1월 1일 강원 FC로 이적하였다.

## 국가대표 경력
2020년 10월 13일에 김정수 감독의 지휘 아래 소집 훈련을 하는 대한민국 U-19 축구 국가대표팀에도 발탁되었다.
2021년 10월 4일에 황선홍 감독이 이끄는 AFC U-23 아시안컵 대표팀 예선 명단에 포함되었다.